# Iwan Berładnik
Iwan Berładnik – książę dźwinogrodzki (1129-1145) i halicki (1145), jedyny syn Rościsława Wołodarewicza.
Nazwany tak z powodu pobytu i rządzenia w grodzie Berład (obecnie Bârlad w Rumunii), który był miejscem spotkań różnego rodzaju uciekinierów, zarówno chłopów, jak i bojarów oraz książąt, z całej Rusi Kijowskiej (berładników). Uciekł tam po przegranej walce o Halicz w 1144. W 1145 udał się na dwór wielkoksiążęcy do Kijowa i tam przebywał do 1158, w którym powrócił do Berładu.